# Torricella
Torricella es una localidad y comune italiana de la provincia de Tarento, región de Apulia, con 4.225 habitantes.

## Evolución demográfica
| Gráfica de evolución demográfica de Torricella entre 1861 y 2001 |
|                                                                  |
| Fuente ISTAT - elaboración gráfica de Wikipedia                  |